# اوله موچولیاک
اوله موچولیاک (اوکراینی: Олег Леонідович Мочуляк؛ زادهٔ ۲۷ سپتامبر ۱۹۷۴) بازیکن فوتبال اهل اوکراین است.
از باشگاه‌هایی که در آن بازی کرده‌است می‌توان به باشگاه فوتبال اورال یکاترینبورگ، باشگاه فوتبال بخارا، باشگاه فوتبال زیمبرو کیشیناو، باشگاه فوتبال آتیراو، باشگاه فوتبال تاوریا سیمفروپول، باشگاه فوتبال سویوز-گازپروم ایژوسک، باشگاه فوتبال چورنومورتس اودسا، و باشگاه فوتبال الیستا اشاره کرد.
وی همچنین در تیم‌های ملی فوتبال زیر ۲۱ سال اوکراین بازی کرده‌است.